# Афанасовское сельское поселение (Белгородская область)
Афана́совское се́льское поселе́ние — муниципальное образование Корочанского района Белгородской области России.
Административный центр — село Афанасово.

## География
Афанасовское сельское поселение расположено на левом берегу реки Короча, в 12 километрах от города Короча и 40 километрах от города Шебекино. Поселение находится на южной окраине Среднерусской возвышенности, перепады высот на местности составляют от 140 до 220 метров над уровнем моря.

## История
Согласно истории, первые жители на территории Афанасовского сельского поселения обосновались в начале XVII века. Одним из первых поселенцев был некто Афанасий, в честь которого и было названо село Афанасово, давшее впоследствии наименование всему сельскому поселению.
К началу XX века на территории сельского поселения существовала школа, церковь, торговые лавки. Однако в ходе Великой Отечественной войны население Афанасовского сельского поселения значительно сократилось. Здания школы и церкви были разрушены. Немецкая оккупация на территории сельского поселения продлилась с 30 июня 1942 года по февраль 1943.
В 1954 году на территории современного Афанасовского сельского поселения был организован колхоз «Путь Ильича». К этому же времени относится этап начала активного развития сельского поселения. Наличие плодородных чернозёмных почв, заливных лугов позволило организовать в Афанасовском сельском поселении производство пшеницы, построить мясо-молочную ферму. Славилось Афанасово своими яблоневыми садами. В 1961 году в селе Афанасово была построена новая школа .
К началу девяностых в Афанасовском сельском поселении было пять магазинов (два в селе Афанасово, и по одному в других селах, входящих в состав поселения), детский сад, три школы (полного среднего образования в селе Афанасово, четырёхлетняя в селе Сетное, девятилетняя в селе Нечаево), два медицинских пункта, четыре дома культуры, отделение Почты. В селе Афанасово расположен Памятный знак в честь односельчан, погибших в годы Великой Отечественной войны, возведенный в 1968 году, также есть памятные знаки в селах Сетное и Нечаево. К настоящему времени большая часть из этих объектов функционирует, несмотря на тенденцию к спаду количества населения в сельском поселении.
В 2008 году в селе Афанасово запущен реконструированный молочный комплекс на 1000 голов.
Афанасовское сельское поселение образовано 20 декабря 2004 года в соответствии с Законом Белгородской области № 159.

## Население
| 2010  | 2011  | 2012  | 2013  | 2014  | 2015  | 2016  | 2017  | 2018  |
| ----- | ----- | ----- | ----- | ----- | ----- | ----- | ----- | ----- |
| 1528  | ↘1525 | ↘1519 | ↘1513 | ↘1504 | ↘1494 | ↗1508 | ↗1532 | ↗1538 |
| 2019  | 2020  | 2021  |       |       |       |       |       |       |
| ↗1540 | ↘1504 | ↘1439 |       |       |       |       |       |       |

## Состав сельского поселения
| № | Населённый пункт | Тип населённого пункта       | Население |
| - | ---------------- | ---------------------------- | --------- |
| 1 | Афанасово        | село, административный центр | ↘506      |
| 2 | Нечаево          | село                         | ↘344      |
| 3 | Никольский       | хутор                        | ↗83       |
| 4 | Плодовоягодный   | посёлок                      | ↘55       |
| 5 | Сетное           | село                         | ↘330      |
| 6 | Терновое         | село                         | ↗222      |